# Мукенди, Мулумба Келвин
Мулумба Келвин Мукенди (англ. Mulumba Calvin Mukendi; 27 мая 1985, Мбужи-Майи) — конголезский футболист, нападающий словацкого клуба «Кечнец»

## Карьера
В июле 2012 года он присоединился к словацкому клубу «Ружомберок», подписав контракт на 2 года. Дебютировал в составе «Ружомберока» в матче против «Татрана» 4 августа 2012 года.
В июне 2013 года он перешёл в клуб «Волга» (Нижний Новгород). «Мулумба, забивавший в Словакии большинство голов со „второго этажа“, способен эффективно сыграть в пас с партнёром и завершить атаку самостоятельно», — говорится в заявлении пресс-службы нижегородского клуба.
В чемпионате России Мукенди отличился уже на третьей минуте своего первого матча, забив в гостях в ворота московского «Динамо» 14 июля 2013 года. В следующем туре в Нижнем Новгороде Мукенди поразил ворота «Локомотива» ударом слёта из-за-пределов штрафной, и этот гол был признан одним из лучших в туре.
28 марта 2018 года, проведя два года без футбола, подписал контракт со словацким клубом «Кечнец».